# Anastrophella macrospora
Anastrophella macrospora är en svampart som beskrevs av E. Horak & Desjardin 1994. Anastrophella macrospora ingår i släktet Anastrophella och familjen Marasmiaceae.   Inga underarter finns listade i Catalogue of Life.